# Sindrome di Felty
Per  sindrome di Felty in campo medico, si intende una variante dell'artrite reumatoide, che per alcune caratteristiche è stata ritenuta essere patologia a parte.

## Epidemiologia
La sua diffusione è rara

## Storia
Si deve il suo nome allo scopritore, Augustus Roi Felty (1895-1964).

## Sintomatologia
Fra i sintomi e i segni clinici ritroviamo: artropatie con deformazioni articolari, splenomegalia, epatomegalia, trombocitopenia, leucopenia (neutropenia), linfoadenomegalia, febbre, ulcere cutanee distali e infezioni ricorrenti.
Si può riscontrare, inoltre, positività del FR ad alto titolo, ANA ad alto titolo ed espansione dei LGL (large granular lymphocytes).
I pazienti colpiti da questa sindrome presentano un rischio molto elevato (circa 40 volte) di contrarre linfoma non Hodgkin.

## Eziologia
Le cause sono sconosciute in quanto i pochi casi riscontrati non hanno portato ad una corretta eziologia.

## Diagnosi
Occorrono esami di laboratorio, per misurare i livelli sierici.